# Mörtmark
Mörtmark (finska Myrkky) är en by belägen i norra Bötoms kommun i landskapet Södra Österbotten i före detta Västra Finlands län. 
Byn har haft bebyggelse sedan 1500-talet, det första omnämnandet är från 1546, då det uppgavs finnas tre gårdar i byn. Till inflyttningen torde ha bidragit ett dekret från Gustav Vasa som förbjöd spjälkning av befintliga gårdar i Sydösterbotten för arvskiften, och uppmuntrade nyröjning inåt landet. Den hörde då till Närpes socken men från 1610 hörde den till Lappfjärd. Den var ursprungligen svenskspråkig, men då den låg i utkanten av språkområdet späddes svenskan småningom ut och i dag finns det bara någon handfull svenskspråkiga kvar. I och med förfinskningen ansåg invånarna att det skulle vara mer ändamålsenligt att höra till en finskspråkig kommun, och 1927 övergick den till Bötom. Det finska namnet Myrkky uppträder först i slutet av 1800-talet i dokument. Man vet inte varifrån det härstammar, (ordet "Myrkky" betyder gift) men sannolikt är det bara en ljudbildning som påminner om det svenska namnet men är lättare för en finskspråkig att uttala.
Ungdomsföreningen grundades 1907 och byggde sig ett föreningshus 1909 där det arrangerades teater och andra program, och efter kriget även flitigt besökta danskvällar. Föreningen upplöstes i brist på svenskspråkig ungdom 1989 och lokalen är nu ett hembygdsmuseum. Den svenskspråkiga folkskolan brann ner på 1980-talet.
Jordbruk och småindustri hör till näringarna, och byn lider idag inte så svårt av utflyttning som många kringliggande byar. Mörtmark valdes 2004 till årets by i Södra Österbotten.